# Río Guaviare
El río Guaviare es un largo río de la Orinoquia colombiana que nace en la cordillera Oriental colombiana y desemboca en el Orinoco frente a San Fernando de Atabapo, Venezuela, y de Amanavén, Colombia.
Se forma por la confluencia de los ríos Guayabero y el Ariari, en la frontera de los departamentos de Meta y Guaviare, y fluye en dirección este, ligeramente noreste, formando la frontera norte de Guaviare y Guainía, y la frontera sur de Meta y Vichada, hasta desaguar en el Río Orinoco, en la frontera con el estado venezolano de Amazonas.
Tiene 1.497 km de longitud, de los cuales 630 km son navegables. De aguas color café que corren de occidente a oriente, su caudal permite el tránsito de embarcaciones de pequeño calado, más que nada de carga. Un moderno puente lo cruza cerca de San José del Guaviare, capital del departamento del Guaviare. Al nororiente del departamento del Guainía, recibe las aguas negras (pero limpias) del río Inírida, cerca de la población de El Coco.
Durante gran parte de su recorrido, el río delimita las regiones Orinoquía y Amazonía colombianas. Durante años estuvo circundado por el bosque de galería y colindado de selvas tropicales, pero el avance de la ganadería ha reducido los bosques y expandido las sabanas. En sus riberas se cultiva todo tipo de productos tropicales, el principal de ellos es el cacao. Es especialmente rico en pesca.
Los pobladores originales de la cuenca del Guaviare, fueron los indígenas Guayabero, Tinigua, Sikuani, Nukak, Piapoco y Puinave. Desde finales del siglo XIX se establecieron en el río puestos para el acopio de caucho, pero solamente hacia 1960 comenzó una colonización agrícola y pecuaria, que se multiplicó hacia 1980 por el auge de los cultivos ilegales de coca.
- Datos: Q1047596
- Multimedia: Guaviare River / Q1047596